# Gravitonas
Gravitonas es una banda de rock electrónico formado en 2009. La banda está formada por el vocalista Andreas Öhrn y el productor y compositor Alexander Bard de Army of Lovers y BWO fame). Su primer sencillo Kites fue lanzado en abril de 2010 y estuvo 4 meses seguidos en el Top 10 de la lista de música sueca.
Gravitonas, tan rápido que se pusieron primeros en las listas de música electrónica escandinava, a menudo vinculados con otros artistas como Robyn, The Knife, The Sound of Arrows, y Miike Snow, con quienes han trabajado en varias ocasiones. Su primer lanzamiento en EE. UU. está previsto para enero de 2011 a través de Universal Music.
El vocalista Andreas Öhrn ha tenido desde el lanzamiento de Gravitonas una exitosa carrera como compositor y productor para otros artistas, incluyendo un hit # 1 para la banda japonesa Hey! Say! JUMP.
El sencillo Everybody Dance de Gravitonas y Roma Kenga fue lanzado el 14 de marzo de 2011. Fue creado y producido por las fuerzas unidas de Universal Music Rusia, multinacional sueca SoFo Records, Lionheart Sweden, Universal Music Sweden and Perpetuum Music.

## The Hypnosis
Está formado por un EP de cuatro pistas (Entre ellas "Religious") y fue puesto a la venta en septiembre de 2010. La canción "Religious" se volvió rápidamente un éxito y alcanzó el top 10 en las listas rusas (contando con más de 100 000 votos en 2011). “Religious” luego entró en la revista Billboard Club Play Chart en marzo de 2011 y tan sólo un par de semanas más tarde alcanzó el # 28. Un tercer sencillo "You Me Break Up" y una de las cuatro canciones del EP llamado "The Coliseum EP" también han sido lanzadas en noviembre de 2010.
The Hypnosis EP, fue puesto en venta por "Universal Music" en unos 70 países en el 18 de agosto de 2010, junto con el segundo sencillo de la banda: Religious como canción principal. Religious entró en la lista de los 100 en Rusia en noviembre de 2010. The Coliseum EP, fue puesto a la venta en el 3 de noviembre de 2010, como sencillo principal y con el videoclip de You Break Me Up. El primer álbum de Gravitonas será lanzado en el primer cuarto de año de 2011.